# Ahmed Akram
Akram Ahmed Abbas Mahmoud (né le 20 octobre 1996 au Caire) est un nageur égyptien, spécialiste de nage libre et de fond.

## Carrière
Aux Championnats d'Afrique de natation 2012 à Nairobi, il est médaillé d'or du 200 m papillon et médaillé d'argent des relais 4 x 100 m nage libre et 4 x 200 m nage libre.
Il remporte la médaille d'or du 800 m nage libre aux Jeux olympiques de la jeunesse à Nankin, en étant constamment en tête de l'épreuve et finissant en 7 min 54 s 29, devançant l'Ukrainien Mikhailo Romanchuk et le Norvégien Henrik Christiansen. À 16 ans, il nage le 1 500 m en 15 min 9 s 29. Il se qualifie pour la finale des Championnats du monde de 2015 à Kazan en battant son record en 14 min 55 s  42, où il termine quatrième en améliorant ultérieurement son record national en 14 min 53 s 46.
Aux Jeux africains de 2015 à Brazzaville, il remporte la médaille d'or sur 400, 800 et 1 500 m nage libre ainsi que sur 200 m papillon et la médaille d'argent sur 4 × 200 m nage libre.
Aux Jeux africains de 2019 à Rabat, il est médaillé d'or des 800 et 1 500 mètres nage libre ainsi que du relais 4 x 200 mètres nage libre et médaillé de bronze du 400 mètres nage libre.